# A macskák nem táncolnak
A macskák nem táncolnak (eredeti cím: Cats Don't Dance) 1997-ben bemutatott amerikai rajzfilm, amelyet Mark Dindal rendezett. Az animációs játékfilm producerei Timothy Campbell, Paul Gertz és David Kirschner. A forgatókönyvet Roberts Gannaway, Cliff Ruby és Elana Lesser írta, a zenéjét Steve Goldstein szerezte, A mozifilm a Turner Entertainment, a Warner Bros. Animation és a Warner Bros. Family Entertainment gyártásában készült, és ugyancsak a Warner Bros. forgalmazásában jelent meg.
A filmet Amerikában 1997. március 26-án a mozikban, míg Magyarországon 2000. február 13-án az HBO mutatták be a televízióban.

## Szereplők
| Szereplő     | Eredeti hang                          | Magyar hang         |
| ------------ | ------------------------------------- | ------------------- |
| Danny        | Scott Bakula                          | Kálloy Molnár Péter |
| Sawyer       | Jasmine Guy Natalie Cole (ének)       | Timkó Eszter        |
| Darla Dumszi | Ashley Peldon Lindsay Ridgeway (ének) | Biró Anikó          |
| Wucli Mammut | John Rhys-Davies                      | Kristóf Tibor       |
| Tilinka      | Kathy Najimy                          | Málnai Zsuzsa       |
| L.B. Mammut  | George Kennedy                        | Pataky Imre         |
| Narrátor     | Peter Renaday                         | Pataky Imre         |
| Flanigan     | René Auberjonois                      | Rosta Sándor        |
| Pongi        | Matthew Herried                       | Borbíró András      |
| Toncsi       | Betty Lou Gerson                      | Fodor Zsóka         |
| Kecs         | Hal Holbrook                          | Rudas István        |
| Tequila      | Don Knotts Rick Logan (ének)          | Izsóf Vilmos        |
| Farley Wink  | Frank Welker                          | Kajtár Róbert       |
| Max          | Mark Dindal                           | Varga Tamás         |
| Buszsofőr    | David Johansen                        | Bácskai János       |

További magyar hangok: Bácskai János (Herb), Garai Róbert, Hegedűs Miklós, Kapácsy Miklós, Riha Zsófi, Simon Eszter, Szinovál Gyula

## Betétdalok
| Dal                             | Előadó                                            |
| ------------------------------- | ------------------------------------------------- |
| Opening Song: Our Time Has Come | James Ingram Carnie Wilson                        |
| Hollywood                       | Scott Bakula                                      |
| Little Boat On The Sea          | Lindsay Ridgeway Scott Bakula                     |
| Animal Jam                      | Scott Bakula                                      |
| Big and Loud                    | Lindsay Ridgeway                                  |
| Tell Me Lies                    | Natalie Cole                                      |
| Nothing's Gonna Stop Us Now     | Scott Bakula Natalie Cole Rick Logan Kathy Najimy |
| Our Time Has Come (Reprise)     | James Ingram Carnie Wilson                        |
| I Do Believe                    | Will Downing                                      |

## Televíziós megjelenések
HBO, HBO Comedy, HBO 2 